# Trzęsienie ziemi w Elâzığ (2010)
Trzęsienie ziemi w Elâzığ – trzęsienie ziemi o magnitudzie 6,1 w skali Richtera, którego epicentrum znajdowało się w pobliżu wsi Başyurt, w prowincji Elâzığ w Turcji. Do trzęsienia doszło 8 marca 2010 o godzinie 4:32 czasu lokalnego. Pierwsze doniesienia mówiły o 57 osobach zabitych, jednak później zrewidowano je do 42 osób.
Gubernator prowincji Elâzığ poinformował, że ofiary śmiertelne pochodziły ze wsi Okcular, Yukari Kanatli i Kayali, gdzie trzęsienie spowodowało zawalenie się budynków i minaretów.